# سليمان بن هشام
أبو الغمر سليمان بن هشام بن عبد الملك بن مروان بن الحكم بن أبي العاص الأموي القرشي (90 هـ - 133 هـ / 708م - 750م) أمير أموي وهو من أبناء الخليفة هشام بن عبد الملك، كلفه أبوه بغزو بلاد الروم في خلافته وحج بالناس في سنة 113 هـ، ثم سجنه الخليفة الوليد بن يزيد لما تولى الخلافة عام 126 هـ في سجن عمان وبقي محتجزاً حتى قُتِل الوليد بن يزيد فخرج من السجن ولحق بالخليفة يزيد بن الوليد فولاه بعض حروبه، ثم إنه سار لقتال مروان بن محمد الأموي فأنهزم ولحق بتدمر ثم طلب الأمان من مروان فأمنه، ثم إنه غدر به وخلع طاعته وطمع بالخلافة واجتمع إليه سبعين ألفاً، فوجه إليه مروان جيشاً فأنهزم سليمان ومضى إلى مدينة حمص وتحصن بها، فسار إليه مروان بنفسه، فهرب والتحق بأمير الخوارج الضحاك بن قيس الشيباني في العراق. ثم قتله الخليفة العباسي أبو العباس السفاح في سنة 133 هـ في الأنبار.